# Corale Vincenzo Bellini
La Premiata Società Corale "Vincenzo Bellini" è un coro a voci miste (soprani, contralti, tenori, baritoni e bassi) di Colle di Val d'Elsa. 

## Le origini
Vari documenti testimoniano l'esistenza a Colle di Val d'Elsa, già dal 1871, di un gruppo corale che solo nel 1899 si costituì ufficialmente come “Società Corale Vincenzo Bellini".
Composta allora di soli uomini la Corale fu diretta, fino al 1904, dal maestro Enrico Camenis, che già da qualche tempo seguiva il gruppo. Gli successe il maestro Giuseppe Vaselli e, in breve tempo, il maestro Didaco Trinci. Con quest'ultimo la Corale ottenne, nel periodo 1908-1912, numerosi successi vincendo concorsi e diplomi in diverse manifestazioni.
In questo periodo, oltre all'attività concertistica svolta nei dintorni di Colle ed estesa ai contatti con alte corali, la “Vincenzo Bellini” collabora anche all'allestimento di varie opere liriche.
L'avvento del regime fascista portò ad un ridimensionamento dell'attività della Corale, culminato nel 1926 con la requisizione da parte delle autorità della storica sede di Via Gozzina (l'attuale Via Vittorio Meoni). Nel 1930 la “Vincenzo Bellini” partecipa all'allestimento dell'opera “Aida”, in occasione dell'apertura del nuovo “Teatro del Littorio” (l'attuale Teatro del Popolo).

## La ricostituzione
Nel 1945 i soci superstiti costituirono ad un nuovo Consiglio Direttivo che, nel 1946, rientrò in possesso della Sede e negli anni successivi promosse varie raccolte di fondi per l'acquisto dell'arredamento e di un nuovo pianoforte.
La Corale, ormai ricostituita, inaugura,  sotto la direzione del Maestro Emilio Spera, una fervida stagione di concerti e scambi con altre corali.
Il repertorio essenzialmente lirico del coro si estende a quello religioso e vede, dal 1949, la direzione del maestro Don Vincenzo Fallaci che, nel 1952, assume la direzione della Corale. Nel 1953 la sede della “Vincenzo Bellini” ospita un “Circolo Mandolinistico” che per qualche tempo si esibirà con la corale. Nel 1956 la Corale si esibisce davanti alle telecamere della Rai che manda in onda il concerto.
Dopo la partecipazione ad alcune rappresentazioni di opere liriche, iniziò, con il 1960, un decennio poco fecondo per la Corale, con sporadiche prove ed esibizioni.

## La rinascita
Grazie all'iniziativa di un “vecchio” corista, Leriano Corti, nel 1970 nasce il “Coro di Santa Caterina”, sotto la direzione di Don Fallaci. Nel 1974, grazie al Corti e ad alcuni elementi della vecchia Corale, con lo spostamento del “Coro di Santa Caterina” nella vecchia sede di Via Meoni, la Corale Vincenzo Bellini riprende nuova vita. Fino ad allora le esibizioni canore della Corale erano state accompagnate da un pianoforte o da un organo, o da vari strumentisti scritturati occasionalmente. 
Finalmente, nell'ottobre 1974  viene fondata l'orchestra A.D.A.M. (Associazione Dilettanti Amici della Musica) che accompagnerà la Corale Vincenzo Bellini nelle sue sempre più frequenti esibizioni, dando loro una dimensione notevolmente superiore dal punto di vista musicale che non un semplice pianoforte.
Passando di successo in successo, nel 1999, la Corale Vincenzo Bellini ha festeggiato il suo primo centenario di vita con una mostra fotografica arricchita da una pubblicazione che ripercorre tutta la sua storia, anche attraverso le immagini.
Collabora con il Coro “Cappella Musicale Fiorentina”, assieme al quale ha tenuto alcuni concerti nella cornice di Piazza del Duomo a Colle di Val d'Elsa.
Nel 2000 la sede della Corale è stata oggetto di un attento restauro ad opera dell'artista milanese Alberto Garutti, nell'ambito della manifestazione "Arte all'Arte, che si svolge annualmente e vede la partecipazione di artisti di fama internazionale.

## Repertorio
Il repertorio privilegia composizioni di opere liriche indimenticabili ma non disdegna, oltre ai canti e cori più popolari, brani di polifonia classica e gli autori più moderni come Ennio Morricone. 
- Giuseppe Verdi: brani tratti dalle Opere: La Forza del Destino (La vergine degli Angeli), La Traviata, Aida, Nabucco;
- Gioachino Rossini: brani tratti dalle opere Guglielmo Tell;
- Giacomo Puccini: brani tratti da La Madama Butterfly;
- Pietro Mascagni: brani tratti dalla Cavalleria Rusticana (preludio e Siciliana);
- Umberto Giordano: brani tratti da Siberia (Coro dei forzati);
- Franz Lehár: brani tratti da La Vedova Allegra (Tace il labbro ...);
- Brani di Adolphe-Charles Adam (Cantico di gloria dalla suite Il natale);
- Irving Berlin: Bianco Natale;
- Jerome Kern: Ol' Man River;
- Benedetto Marcello: I cieli immensi;
- Georg Friedrich Händel: O mio Signor;
- Ludwig van Beethoven: La gloria di Dio;

## Organico
Attualmente la Corale conta nel proprio organico: 8 baritoni e bassi, 8 tenori, 14 soprani e 12 contralti.

## Riconoscimenti
- 1908: Medaglia d'oro del Congresso Regionale Toscano delle Corali;
- 1909: Primo premio al Concorso per Corali di Fucecchio;
- 1909: Diploma d'onore di I grado al Concorso per Corali di Peretola (FI);
- 1912: Medaglia d'oro e diploma d'onore al Concorso per corali di Prato;